# أحمد دراغمة
أحمد عاطف دراغمة (24 نوفمبر 1999- 22 ديسمبر 2022) هو لاعب كرة قدم فلسطيني، لعب لنادي ثقافي طولكرم في مركز وسط.

## حياته
ولد ونشأ أحمد دراغمة في مدينة طوباس شمال الضفة الغربية، ودرس في مدارسها، وبعد إكماله التعليم الأساسي والثانوي عام 2018، التحق بكلية التربية الرياضية بجامعة القدس المفتوحة، عمل بعدها في مصنع للتمور في الأغوار الفلسطينية مع والده، عاطف دراغمة، وهو أسير سابق كان معتقلاً في سجون الاحتلال لمدة خمسة عشر عاماً؛ وكان عمه، عمّار دراغمة، أيضاً أسيراً لدى الاحتلال لمدة ثمانية أعوام؛ وشقيقه، أدهم، معتقلاً في أحد السجون الإسرائيلية.

## الأهداف
| #            | التاريخ        | المكان                  | الخصم            | عدد الاهدف | النتيجة | المناسبة                           |
| طوباس        | طوباس          | طوباس                   | طوباس            | طوباس      | طوباس   | طوباس                              |
| ------------ | -------------- | ----------------------- | ---------------- | ---------- | ------- | ---------------------------------- |
| 1            | 29 نوفمبر 2019 | استاد الجامعة الأمريكية | العيوسية         | 1–0        | 4–2     | دوري الدرجة الأولى - الضفة الغربية |
| 2            | 24 يناير 2020  | استاد الجامعة الأمريكية | العبيدية         | 1–0        | 2–2     | دوري الدرجة الأولى - الضفة الغربية |
| 3            | 14 مارس 2020   | استاد الجامعة الأمريكية | العربي بيت صفافا | 1–0        | 3–1     | دوري الدرجة الأولى - الضفة الغربية |
| 4            | 6 ديسمبر 2020  | استاد الجامعة الأمريكية | بلاطة            | 0–1        | 0–1     | الدوري الفلسطيني للمحترفين         |
| 5            | 27 ديسمبر 2020 | استاد الجامعة الأمريكية | ثقافي طولكرم     | 0–1        | 3–3     | الدوري الفلسطيني للمحترفين         |
| 6            | 8 أبريل 2021   | فيصل الحسيني            | الأمعري          | 0–1        | 5–3     | الدوري الفلسطيني للمحترفين         |
| 7            | 29 يناير 2022  | هواري بومدين - دورا     | السموع           | 0–1        | 5–1     | الدوري الفلسطيني للمحترفين         |
| ثقافي طولكرم |                |                         |                  |            |         |                                    |
| 8            | 10 سبتمبر 2022 | استاد الجامعة الأمريكية | إسلامي قلقيلية   | 0–2        | 0–3     | الدوري الفلسطيني للمحترفين         |
| 9            | 17 سبتمبر 2022 | استاد الجامعة الأمريكية | السموع           | 1–0        | 3–1     | الدوري الفلسطيني للمحترفين         |
| 10           | 30 سبتمبر 2022 | استاد الجامعة الأمريكية | بلاطة            | 1–0        | 1–1     | الدوري الفلسطيني للمحترفين         |
| 11           | 4 نوفمبر 2022  | فيصل الحسيني            | الأمعري          | 0–2        | 2–2     | الدوري الفلسطيني للمحترفين         |

## وفاته
استشهد في 22 ديسمبر 2022، خلال مواجهات اندلعت مع شبان فلسطينيين وجيش الاحتلال الإسرائيلي في محيط مقام يوسف بمدينة نابلس.

## روابط خارجية
- أحمد عاطف دراغمة على موقع كووورة